# 俳優座花の15期生
俳優座花の15期生（はいゆうざはなのじゅうごきせい）は、俳優座養成所に1963年に第15期生として入所したメンバーの俗称である。メンバーの多くが、日本の芸能界において第一線で活躍している。

## メンバー
※五十音順

### 存命人物
- 赤座美代子
- 秋野太作
- 小野武彦
- 片岡五郎
- 栗原小巻
- 佐藤博
- 柴田侊彦
- 高橋長英
- 二本柳俊衣
- 前田吟
- 三田和代
- 村井國夫

### 物故者
- 河原崎次郎（2020年7月没）
- 太地喜和子（1992年10月13日没） ※留年したため正式には16期生[1]。秋野太作と結婚したが1年余で離婚。
- 地井武男（2012年6月29日没）
- 夏八木勲（2013年5月11日没）
- 浜畑賢吉（2024年7月2日没）
- 林隆三（2014年6月4日没）
- 原田芳雄（2011年7月19日没） ※留年したため入団時は14期生[2]。
- 溝口舜亮（2016年10月9日没）
- 竜崎勝（1984年12月18日没）